# Вальсхарт, Эджид
Эджид Вальсхарт (фр. Egide Walschaerts; 21 января 1820, Мехелен — 18 февраля 1901, Сен-Жиль) — бельгийский инженер-механик, получивший широкую известность благодаря изобретению парораспределительного механизма, названного его именем. В 1838 году в возрасте 18 лет уже создавал модели, приковывавшие к себе внимание на местных выставках в родном городе Вальсхарта Мехелене. Бельгийский министр Шарль Рожье, открывавший выставку, был так восхищён талантом молодого инженера, что оказал Вальсхарту помощь в зачислении его в Льежский университет.

## Биография
В 1842 году начал работать в качестве главного инженера в главном железнодорожном ведомстве Бельгии. Этот пост он занимал до конца жизни.

## Парораспределительный механизм Вальсхарта
Ещё будучи в Мехелене, Вальсхарт в 1844 году разработал новый тип парораспределительного механизма, основным назначением которого было регулирование объёма подачи пара в цилиндры. Этот механизм позволял локомотиву двигаться задним ходом и боле эффективно использовать пар. Локомотив, построенный в сборочном цехе в Тюбизе, с установленной на нём парораспределительным механизмом Вальсхарта, завоевал в 1873 году золотую медаль на всемирной выставке в Вене. Изобретение Эджида Вальсхарта стало универсальным для всех типов локомотивов и применялось на них на протяжении всей эры существования паровых локомотивов вплоть до её заката.

## Другие изобретения
По мнению Жака Пайена, в 1874 году Вальсхарт разработал исключительно удачную версию парового двигателя Корлисса, которая даже смогла завоевать золотую медаль на всемирной выставке в Париже в 1878 году.